# Газовый мост
Га́зовый мост — пешеходный металлический балочный мост через Обводный канал в Адмиралтейском/Московском районе Санкт-Петербурга, соединяет Безымянный остров и левый берег Обводного канала.

## Расположение
Расположен у Серпуховской улицы в районе д. 115 и д. 74 по набережной Обводного канала. Выше по течению находится Можайский мост, ниже — Масляный мост.
Ближайшие станции метрополитена — «Фрунзенская», «Технологический институт».

## Название
Название моста известно с 1868 года и произошло от располагавшегося рядом газового завода «Общества освещения газом Санкт-Петербурга».

## История
Первый деревянный балочный мост был построен после 1835 года для прокладки труб от Газового завода. В 1860 году мост перестроен Обществом столичного освещения. В 1898 году в створе Бронницкой улицы был построен трёхпролётный металлический мост на металлических сваях. В 1908 году выполнен ремонт моста. В 1933 году по металлическому мосту проложена теплотрасса от 1-й ГЭС, ниже по течению был построен деревянный подкосный мост для пешеходного движения.
В 1984 году при реконструкции набережной левого берега канала с низовой стороны старого моста по проекту инженера института «Ленгипроинжпроект» Б. Э. Дворкина и архитектора В. М. Иванова построен новый мост. Работы выполнило СУ-2 треста «Ленмостострой» под руководством главного инженера Б. Н. Филиппова. После окончания строительства старый мост был разобран.

## Конструкция

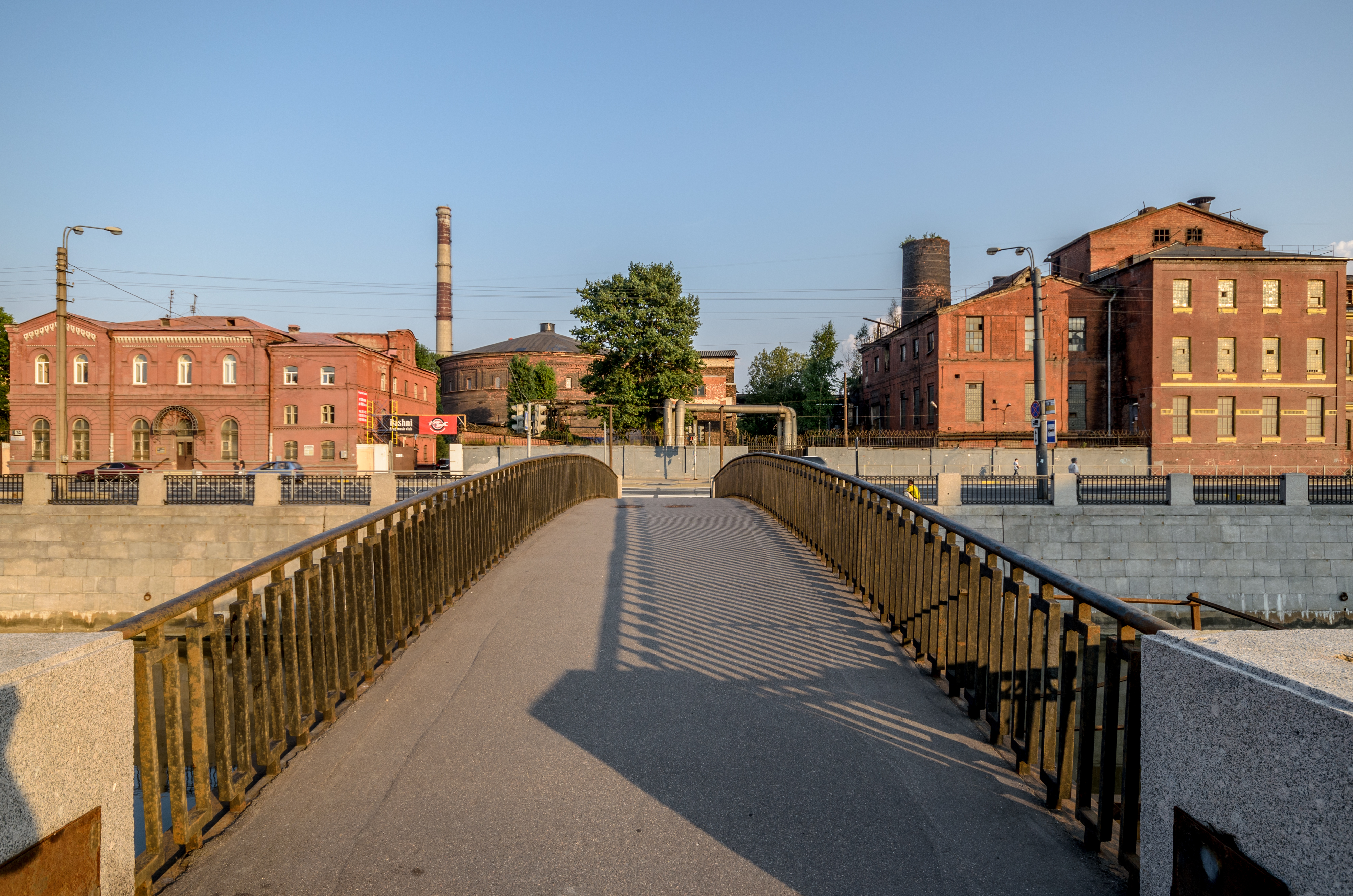
Вид на мост и Петербургский газовый завод

По своей конструкции идентичен Можайскому и Масляному мостам, построенным в это же время. Мост однопролётный металлический балочный. Основанием для моста служит стенка набережной. Пролётное строение выполнено в виде двух металлических балок двутаврового сечения с криволинейным очертанием нижнего пояса. Сверху балки перекрыты железобетонными сборными плитами. Внутри конструкции пролётного строения проложены газовые трубы и инженерные коммуникации. Длина моста составляет 30,7 м, ширина — 3 м.
Мост предназначен для пропуска пешеходов и прокладки газовых труб. Покрытие прохожей части моста асфальтобетонное. Перильное ограждение чугунное простого рисунка, на устоях завершается гранитными тумбами. Первоначально на устоях моста были установлены четыре металлических торшера освещения, однако в 2000-х годах они были демонтированы.